# Lord chancelier d'Irlande
Les fonctions de Lord High Chancellor of Ireland (plus communément appelé Lord Chancellor of Ireland) ont été les plus hautes fonctions judiciaires d'Irlande jusqu'à la création de l'État libre d'Irlande en 1922. De 1721 à 1801, il s'agissait également de la plus haute fonction politique. Parlement : le chancelier était président de la Chambre des lords irlandaise. Le lord chancelier était également Lord Keeper du grand Sceau d'Irlande. À tous les égards, ses fonctions sont les mêmes que celles du Lord High Chancellor de Grande-Bretagne.

## Lord chancelier d'Irlande, 1186-1922

### XIIesiècle
- Stephen Ridell. Nommé en 1186[1] (premier chancelier)

### XIIIesiècle
- John de Worchley (1219)-1234)[1]
- Ralph Neville (1234-1235). Aussi lord grand chancelier, évêque de Chichester et archevêque de Cantorbéry.
- Alan de Sanctafide (1235-1237)
- Geoffrey de Turville (1237)
- Ralph de Norwich (1237-1238)
- Robert Luttrell (1238-1245)
- William Welwood (1245-1259)
- Fromund Le Brun (1259-1283). Il est élu archevêque de Dublin (en), mais son élection est contestée par William de la Corner de 1271 à 1279. Nicolas III a déclaré les deux élections nulles en 1279[1].
- Walter de Fulburn (1283-1288)
- William Le Buerlaco (1288-1292)
- Thomas Cantock, évêque d'Emly (1292-1294)
- Adam de Wodington. Nommé en 1294

### XIVesiècle
- Thomas Cantock, évêque d'Emly (1306-1308)
- Adam de Wodington (1308). Le même que ci-dessus.
- Richard de Beresford. Deputy in 1307, chancelier in 1308
- Walter de Thornbury, mort en 1313 : alors qu'il voyageait à Avignon, son navire est coulé dans une tempête et il se noie.
- Stephen Riddel (c. 1313-1318).
- William FitzJohn, évêque d'Ossory (1318-1320)
- Roger Utlagh, prieur de l'ordre de Saint-Jean de Jérusalem, Kilmainham. Nommé en 1321.
- Adam Limberg (1330-1334)[2]
- William, prieur de l'Order of St. John of Jerusalem, Kilmainham (?1331-)[2]
- Alexander de Bicknor, primat d'Irlande (en) (c. 1335-?1337)
- Thomas Charlton (en), évêque de Hereford (1337-1338)[3].
- Robert de Henningsberg (1338-)[2]
- Robert de Askeby (1340-)[2]
- John L'Archers, prieur de l'ordre de Saint-Jean de Jérusalem. Appointed in 1343.
- John Morice. c. 1344[4]
- William de Bromley[5]
- John de St Paul, archevêque de Dublin (en) (1350-1356)[6]
- Richard d'Askeaton (1356)[2]
- John Frowyk, prieur de l'ordre de Saint-Jean de Jérusalem (1357-1359)
- Thomas de Burley, prieur de l'ordre de Saint-Jean de Jérusalem (1359-1364)
- Robert de Ashton (1364)
- Thomas le Reve, évêque de Waterford et Lismore (1367-1368)
- Thomas de Burley, prieur de l'ordre de Saint-Jean de Jérusalem (1368-1371)
- John de Bothby (1371-1374)
- William Tany, prieur de l'ordre de Saint-Jean de Jérusalem (1374-1377)[7].
  - John Keppock, Lord Keeper in the absence of William Tany to Jérusalem
- Robert Wikeford ou de Wikeford, archevêque de Dublin et primat d'Irlande (en) (1377-1379)
- John Colton, Deans of St. Patrick's Cathedral, Dublin (1379-1382). plus tard archevêque d'Armagh[8].
- William Tany, prieur de l'ordre de Saint-Jean de Jérusalem (1382-1385). Le même au-dessus[7].
- Ralph Cheyne (1383-4)
- Alexander de Balscot, évêque d'Ossory (1385-1388)[9].
- Robert Preston, 1st Baron Gormanston 1388
- Richard Plunkett (1388-1393)
- Richard Northalis, évêque d'Ossory (1393-1397). Aussi primat d'Irlande (en) de 1395 à sa mort.
- Robert Braybrooke, évêque de Londres (1397)

### XVesiècle
- Thomas Cranley, primat d'Irlande (en) (1401-1410)[9]
  - Laurence Merbury, Deputy Chancellor (1403-1410), who exercised the duties  of Chancellor while Cranley was too ill to do so[9].
- Patrick Barrett, évêque de Ferns (1410-1412)[9]
- Thomas Le Boteller, prieur de Kilmainham. Lord Keeper (1412-1413). The name of his family would change to Butler.
  - Robert Sutton, Deputy Chancellor (1412-1413)
- Thomas Cranley, primat d'Irlande (en) (1413-1417) (second term)[9]
- Laurence Merbury (1417) (second term)[9]
- William Fitz Thomas, Prior of Kilmainham (c. 1417-1418)[9]
- William Yonge, Modèle:Trad=Archdeacon of Meath (c. 1418-1419)[9]
- Richard Talbot, primat d'Irlande (en) (1423-1426)[9]
- William Fitz Thomas (1426) (second term)[9]
- Richard FitzEustace (1426)[9]
- Richard Talbot, primat d'Irlande (en) (1426-1441)
- Thomas Chase (1441-1446)[9]
- Richard Wogan (1446-1449), Lord Chancellor[9]
  - William Chevir (1446-1449), Deputy Chancellor
- Walter Devereux (1449-1451)
- Edmund, Earl of Rutland (1451-1460). Lord Chancellor, a minor who acted through Edmund Oldhall[9].
  - Edmund Oldhall (1451-1454), évêque de Meath, Deputy Chancellor, who exercised the duties of the office of Chancellor since Rutland was under age
  - John Talbot (1454-1460). Deputy Chancellor, exercised the duties of the office.
- John Dynham (1460-1461), Lord Chancellor[9]
  - Robert Preston, 1st Viscount Gormanston, Deputy Chancellor
- William Welles (1461-1462)[10]
- John Tiptoft (1462-1463). By decree of Édouard IV he held the title of Lord Chancellor for life. He continued receiving the salary of the position and exercising some of its functions until his death in 1470.
- Thomas FitzGerald (c. 1463-1468). By decree of Édouard IV he held the title of Lord Chancellor for life. He continued receiving the salary of the position and exercising some of its functions until his death in 1478[11].
- Robert Allanstown (1468-1469)
- William Dudley (1469-1472)
- Joint Lord Chancellors of Ireland (1472-1477)
  - Robert FitzEustace
  - John Taxton
- Gilbert Debenham (1474)
- Rowland FitzEustace (en) (1474-1480)[12]
- William Sherwood, évêque de Meath (1480-1482)[13]
- Robert St Lawrence, 3rd Baron Howth (mai 1483, but probably died a few months later)[14]
- Thomas FitzGerald of Laccagh (c.1483-1487)
- Rowland FitzEustace (en) (1487-1492). The same as above[12].
- Alexander Plunket (1492-1494)
- Henry Deane (1494-1495)
- Walter Fitzsimon, primat d'Irlande (en) (1496-1511)

### XVIesiècle
- William Rokeby, primat d'Irlande (en) (1512-1513)
- William Compton (1513-1515)
- William Rokeby, primat d'Irlande (en) (1515-1521). The same as above.
- Hugh Inge, primat d'Irlande (en) (1522-1528)
- John Alen, primat d'Irlande (en) (1528-1532)
- George Cromer, archevêque d'Armagh (1532-1534)
- John Barnewall (en) (1534-1538)
- John Alan (1538-1546, 1548-1551). Lord Keeper de 1538 to 1539, Lord Chancellor de 1539 to 1546: removed but later reinstated.
- Thomas Cusack 1er mai 1546 (Lord Keeper)[15]
- Richard Reade (6 décembre 1546-1548)
- John Alan (1548-1551)
- Thomas Cusack (1551-1554)[15]
- William Fitzwilliam, Lord Keeper (1554)
- Hugh Curwen (1555-1567). Lord Chancellor de 1555 à 1558, Lord Keeper de 1558 to 1559, Lord Chancellor de 1559 à 1567.
- Robert Weston (1567-1573)
- Adam Loftus (Lord Keeper) (1573-1576)[16]
- William Gerard (1576-1581)
- Adam Loftus (1581-1605) the same as the above[16].

### XVIIesiècle
- Commissaires du grand sceau d'Irlande(1605)
  - Thomas Jones, évêque de Meath
  - James Ley LCJ
  - Edmund Pelham LCB
  - Anthony St Leger MR
- Thomas Jones (1605-1619)
- Commissaires du grand sceau d'Irlande(1619)
  - William Jones LCJ (en)
  - William Methold LCB
  - Francis Aungier MR
- Adam Loftus (1619-1639)[17]
- Richard Bolton (1639-novembre 1648)
- Commissaire du grand sceau (14 juin 1655−1656)[18]
  - Richard Pepys LCJ (en), commissaire en chef (1655-1656)
  - Gerard Lowther LCJCP, second commissaire (1655-1656)
  - Miles Corbet LCB, troisième commissaire (1655-1656)
- William Steele (1656-1660)
- Maurice Eustace (1660-1665)[19]
- Michael Boyle (1665-1686)
- Charles Porter (1686-1687)
- Alexander Fitton (1687-1690)
- Commissioners of the Great Seal of Ireland (1690)
  - Richard Pyne (1690)
  - Richard Ryves (1690)
  - Robert Rochfort (1690)
- Charles Porter (second mandat) (29 décembre 1690-1696)
- Commissaires du grand sceau d'Irlande (1696-1697)
  - John Jeffreyson
  - Thomas Coote
  - Nehemiah Donnellan
- John Methuen (11 mars 1697-1703)

### XVIIIesiècle
- Richard Cox (1703-1707)
- Richard Freeman (11 juin 1707-1710)
- Commissaires du grand sceau d'Irlande (1710-1)
  - Robert FitzGerald
  - William King
  - Thomas Keightley
- Constantine Henry Phipps (22 janvier 1711-septembre 1714)[20]
- Alan Brodrick (11 octobre 1714-1725)
- Richard West (29 mai 1725-1726)[21]
- Thomas Wyndham (13 décembre 1726-1739)[21]
- Robert Jocelyn (7 septembre 1739-3 décembre 1756)[22]
- John Bowes (11 mars 1757-22 juillet 1767) (Attorney-General, 1739-41)
- James Hewitt (24 novembre 1767-28 avril 1789)
- Commissaires du grand sceau d'Irlande (1789)
  - Robert Fowler
  - Hugh Carleton LCJCP
  - Samuel Bradstreet
- John FitzGibbon (20 juin 1789-28 janvier 1802)

### XIXesiècle
- John Freeman-Mitford (15 février 1802-1806)
- George Ponsonby (25 mars 1806-1807)
- Thomas Manners-Sutton (23 avril 1807-1827)
- Anthony Hart (5 novembre 1827-novembre 1830)
- William Plunket (23 décembre 1830-novembre 1834) (Attorney-General, 1805-07 et 1822-27)
- Edward Sugden (13 janvier 1835-avril 1835)
- William Plunket (30 avril 1835-1841)
- John Campbell (22 juin 1841)
- Edward Sugden (3 octobre 1841-1846)
- Maziere Brady (16 juillet 1846-1852) (Attorney-General, 1839-40)[23]
- Francis Blackburne (1852) (Attorney-General 1831-34 et 1841-42)
- Maziere Brady (1852-1858)[24]
- Joseph Napier (1858-1859) (Attorney-General, 1852)
- Maziere Brady (1859-1866)[24]
- Francis Blackburne (1866-1867)
- Abraham Brewster (Attorney-General, 1853-55) (1867-1868)
- Thomas O'Hagan (1868-1874)[25]
- Commissaires du grand sceau d'Irlande (1874-1875)
  - Joseph Napier, Chief Commissioner (1874-1875)
  - James Anthony Lawson (1874-1875)
  - William Brooke (1874-1875)
- John Ball (1875-1880) (sitting Attorney-General)[25]
- Thomas O'Hagan (1880-1881) (see above)[25]
- Hugh Law (1881-1883) (sitting Attorney-General)[25]
- Edward Sullivan (1883-1885) (Attorney-General, 1868)[25]
- John Naish (1885) (sitting Attorney-General)[25]
- Edward Gibson(1885-1886) (Attorney-General, 1877-80)[26]
- John Naish (1886)[25]
- Edward Gibson (1886-1892) (see above)[27]
- Samuel Walker (1892-1895) (Attorney-General, février-août 1886)[25]
- Edward Gibson (29 juin 1895-1905) (see above)[27]

### XXesiècle
- Samuel Walker (12 décembre 1905-1911) (see above)
- Redmond Barry (26 septembre 1911-1913) (sitting Attorney-General)[28]
- Ignatius O'Brien (10 avril 1913-1918) (sitting Attorney-General)[29]
- James Campbell (4 juin 1918-1921) (Attorney-General, 1905 and 1916-17)[30]
- John Ross (27 juin 1921-1922)[31]